# Aloe swynnertonii
Aloe swynnertonii é uma espécie de liliopsida do gênero Aloe, pertencente à família Asphodelaceae.